# Джефферсон, Джозеф
Джозеф Джефферсон (20 февраля 1829, Филадельфия — 23 апреля 1905) — американский театральный актёр и комик, один из самых известных актёров своего времени.

## Биография
Его отец и дед также были актёрами. Свою первую роль (ребёнка в пьесе «Пицарро») сыграл в трёхлетнем возрасте. Получил домашнее образование, с 1843 года стал членом странствующей актёрской труппы, выступал во многих городах Юга США и Мексики.
Вернувшись в США, с 1851 года играл в филадельфийском театре, в 1856 году отправился в гастроли по Европе. В 1858 году сыграл роль Азы Тренчарда в «Нашем американском кузене», которая принесла ему широкую известность и внимание критиков. Периодически выступал как театральный режиссёр, как актёр играл в основном роли героев-любовников и комедийные.
С 1865 года Джефферсон не создавал на сцене новых образов. Был членом Американской академии искусств и словесности, опубликовал автобиографию. Его именем названа одна из американских театральных премий.